# Brave (album của Jennifer Lopez)
Brave là album phòng thu thứ sáu của nghệ sĩ thu âm người Mỹ Jennifer Lopez, được phát hành vào ngày 4 tháng 10 năm 2007 bởi hãng đĩa Epic Records. Album đứng vị trí 12 trên bảng xếp hạng Billboard 200 tại Mĩ với 53,000 được bán ra trong tuần đầu tiên. Trở thành album kém thành công nhất của cô được phát hành bởi hãng Epic Records.

## Danh sách ca khúc
| STT | Nhan đề                             | Sáng tác | Sản xuất                                                         | Thời lượng |
| --- | ----------------------------------- | --- | ---------------------------------------------------------------- | ---------- |
| 1.  | "Stay Together"                     | Jonathan Rotem, Chasity Nwagbara, Evan "Kidd" Bogart                                                                                        | J. R. Rotem                                                      | 3:30       |
| 2.  | "Forever"                           | Balewa Muhammad, Candice Nelson, Ezekiel "Zeke" Lewis, Patrick "j.Que" Smith, Chauncey Hollis                                               | Hit-Boy, The Clutch (co.)                                        | 3:39       |
| 3.  | "Hold It Don't Drop It"             | Kevin Risto, Waynne Nugent, Jennifer Lopez, Allen Phillip Lees, Tawana Dabney, Janet Sewell, Cynthia Lissette, Dennis Lambert, Brian Potter | Dirty Swift, Bruce Wayyne                                        | 3:55       |
| 4.  | "Do It Well"                        | Ryan Tedder, Leonard Caston, Anita Poree, Frank Wilson                                                                                      | Ryan Tedder                                                      | 3:05       |
| 5.  | "Gotta Be There"                    | Adam Gibbs, Michael Chesser, Crystal Johnson, Travis Cherry, Leon Ware, Arthur Ross                                                         | The Platinum Brothers, Travis Cherry (co.)                       | 3:57       |
| 6.  | "Never Gonna Give Up"               | Michelle Lynn Bell, Peter Wade Keusch, Lopez                                                                                                | Peter Wade Keusch, Michelle Lynn Bell, Julio Reyes               | 4:21       |
| 7.  | "Mile in These Shoes"               | Nwagbara, Onique Williams | Oak                                                              | 3:16       |
| 8.  | "The Way It Is"                     | Bell, Keusch, Lopez, Rhonda Robinson, Gennaro Leone, Bruce Rudd                                                                             | Peter Wade Keusch, Michelle Lynn Bell                            | 3:07       |
| 9.  | "Be Mine"                           | Bell, Keusch, Robinson, John Hill, Caleb Shreve, Lopez                                                                                      | Peter Wade Keusch, Michelle Lynn Bell, Johnny Rodeo, Chuck Brody | 3:19       |
| 10. | "I Need Love"                       | Bell, Keusch, Robinson, Hill, Schreve, Lopez                                                                                                | Michelle Lynn Bell, Peter Wade Keusch, Johnny Rodeo, Chuck Brody | 3:52       |
| 11. | "Wrong When You're Gone"            | Lewis, Smith, Muhammad, Nelson, Keri Hilson                                                                                                 | Bigg D, The Clutch                                               | 3:58       |
| 12. | "Brave"                             | Christian Karlsson, Pontus Winnberg, Lewis, Muhammad, Smith, Nelson                                                                         | Bloodshy & Avant, The Clutch                                     | 4:21       |
| 13. | "Do It Well" (hợp tác với Ludacris) | Tedder, Christopher Bridges, Caston, Poree, Wilson                                                                                          | Ryan Tedder                                                      | 3:34       |

| Ca khúc tặng kèm ở iTunes | Ca khúc tặng kèm ở iTunes                                                        | Ca khúc tặng kèm ở iTunes | Ca khúc tặng kèm ở iTunes | Ca khúc tặng kèm ở iTunes |
| STT                       | Nhan đề                                                                          | Sáng tác                  | Sản xuất                  | Thời lượng                |
| ------------------------- | -------------------------------------------------------------------------------- | ------------------------- | ------------------------- | ------------------------- |
| 14.                       | "Do It Well (Moto Blanco Radio Mix)" (ca khúc tặng kèm ở iTunes một số quốc gia) |                           |                           | 3:03                      |
| 15.                       | "Do It Well (Ashanti Boyz Remix)" (ca khúc tặng kèm ở iTunes một số quốc gia)    |                           |                           | 3:42                      |
| 16.                       | "Frozen Moments" (ca khúc tặng kèm ở iTunes)                                     | Bell, Keusch              | Lynn & Wade LLP           | 3:45                      |

Ghi chú
- "Hold It, Don't Drop It" — Contains a sample của Tavares' "It Only Takes a Minute" (Dennis Lambert, Brian Potter)
- "Do It Well" — Contains a sample của Eddie Kendricks' "Keep on Truckin'" (Leonard Caston, Anita Poree, Frank Wilson)
- "Gotta Be There" — Contains a sample của Michael Jackson's "I Wanna Be Where You Are" (Leon Ware, Arthur Ross)
- "The Way It Is" — Contains a sample of Great Pride's "She's a Lady" (Gennaro Leone, Bruce Rudd)
- "Be Mine" — Contains a sample của Paul Mauriat's "Sunny" (Bobby Hebb)
- "I Need Love" — Contains a sample of Bill Withers' "Use Me" (Bill Withers)

## Danh sách thực hiện
| - Pedro Alfonso – Violin, Viola - Jim Annunziato – Engineer - Scott Barns – Make-Up - Michelle Lynn Bell – Producer, Vocal Arrangement - Michelle Bell – Vocals (bckgr) - Big D – Producer - Chuck Brody – Producer - CFOS – Mixing Assistant - Travis Cherry – Producer - Clutch – Producer - Brandon Creed – A&R - Alec Deruggiero – Engineer - Warren "Oak" Felder – Producer - William Garrett – Keyboards, Engineer - Larry Gold – Conductor, String Arrangements - Alexei Hay – Photography - John Hill – Producer, Mixing - Keri Hilson – Vocals (bckgr) - Hit Boy – Programming, Producer, Instrumentation - Peter Wade Keusch – Synthesizer, Programming, Producer, Engineer, Vocal Arrangement - Gelly Kusuma – Assistant Engineer, Mixing Assistant - Jennifer Lopez – Executive Producer - Manny Marroquin – Mixing - Julie Ann Marsibilio – A&R | - Josh McDonnell – Guitar, Engineer - Keith Naftaly – A&R - Candice Nelson – Vocals (bckgr) - Chasity Nwagbara – Vocals (bckgr) - Ken Paves – Hair Stylist - Philosophy – Producer - Herb Powers – Mastering - Julio C. Reyes – Engineer, String Arrangements, Vocal Producer - Jared Robbins – Mixing Assistant - Corey Rooney – Executive Producer, Brass Arrangement, Vocal Producer - José Juan Sánchez – Engineer - Ryan Santomauro – A&R - Sizzler Ponderosa – Vocals (bckgr) - Chris Soper – Mixing Assistant - Corey Stocker – Engineer - Bruce Swedien – Mixing - Ryan Tedder – Programming, Producer, Instrumentation - Mike Tschupp – Assistant Engineer, Mixing Assistant - Peter Wade – Synthesizer, Guitar, Programming, Mixing - Chasity Wagbara – Vocals (bckgr) - Bruce Waynne – Producer, Engineer - Daniel Werner – A&R - Monique Williams – Vocals (bckgr) |

## Xếp hạng và chứng nhận
| Chart (2007)                          | Peak position |
| ------------------------------------- | ------------- |
| Australian ARIA Albums Chart          | 46            |
| Austrian Albums Chart                 | 35            |
| Belgian Ultratop 50 Albums (Flanders) | 36            |
| Belgian Ultratop 50 Albums (Wallonia) | 18            |
| Canadian Albums Chart                 | 13            |
| Dutch Albums Chart                    | 24            |
| French SNEP Albums Chart              | 28            |
| German Albums Chart                   | 41            |
| Greek International Albums Chart      | 2             |
| Greek Albums Chart                    | 5             |
| Hungarian Mahasz Albums Chart         | 17            |
| Italian FIMI Albums Chart             | 10            |
| Japanese Oricon Albums Chart          | 6             |
| Mexican Albums Chart                  | 36            |
| Polish Albums Chart                   | 31            |
| Spanish Albums Chart                  | 21            |
| Swedish Albums Chart                  | 59            |
| Swiss Albums Chart                    | 6             |
| UK Albums Chart                       | 24            |
| U.S. Billboard 200                    | 12            |
| U.S. Billboard Top R&B/Hip-Hop Albums | 7             |

| Quốc gia                                 | Chứng nhận  | Số đơn vị/doanh số chứng nhận |
| ---------------------------------------- | ----------- | ----------------------------- |
| Nga (NFPF)                               | 2× Platinum | 40.000*                       |
| * Chứng nhận dựa theo doanh số tiêu thụ. |             |                               |

## Lịch sử phát hành
| Region         | Date                 |
| -------------- | -------------------- |
| Hà Lan         | 4 tháng 10 năm 2007  |
| Đan Mạch       | 4 tháng 10 năm 2007  |
| Ba Lan         | 4 tháng 10 năm 2007  |
| Đức            | 5 tháng 10 năm 2007  |
| Ý              | 5 tháng 10 năm 2007  |
| Thụy Sĩ        | 5 tháng 10 năm 2007  |
| Ireland        | 5 tháng 10 năm 2007  |
| Úc             | 6 tháng 10 năm 2007  |
| United Kingdom | 8 tháng 10 năm 2007  |
| Pháp           | 8 tháng 10 năm 2007  |
| Tây Ban Nha    | 8 tháng 10 năm 2007  |
| Bồ Đào Nha     | 8 tháng 10 năm 2007  |
| Hy Lạp         | 8 tháng 10 năm 2007  |
| Cộng hòa Séc   | 8 tháng 10 năm 2007  |
| Philippines    | 8 tháng 10 năm 2007  |
| Hungary        | 8 tháng 10 năm 2007  |
| România        | 8 tháng 10 năm 2007  |
| Hoa Kỳ         | 9 tháng 10 năm 2007  |
| Canada         | 9 tháng 10 năm 2007  |
| México         | 9 tháng 10 năm 2007  |
| Brasil         | 9 tháng 10 năm 2007  |
| Argentina      | 9 tháng 10 năm 2007  |
| Chile          | 9 tháng 10 năm 2007  |
| Cuba           | 9 tháng 10 năm 2007  |
| Puerto Rico    | 9 tháng 10 năm 2007  |
| Israel         | 9 tháng 10 năm 2007  |
| Hàn Quốc       | 9 tháng 10 năm 2007  |
| Trung Quốc     | 9 tháng 10 năm 2007  |
| Nhật Bản       | 10 tháng 10 năm 2007 |
| Thái Lan       | 11 tháng 10 năm 2007 |
| Nga            | 13 tháng 10 năm 2007 |
| Ukraina        | 13 tháng 10 năm 2007 |
| New Zealand    | 13 tháng 10 năm 2007 |
| Ấn Độ          | 16 tháng 10 năm 2007 |